# Municipio de Easton (Míchigan)
El municipio de Easton (en inglés: Easton Township) es un municipio ubicado en el condado de Ionia en el estado estadounidense de Míchigan. En el año 2010 tenía una población de 3082 habitantes y una densidad poblacional de 41,62 personas por km².

## Geografía
El municipio de Easton se encuentra ubicado en las coordenadas 42°59′34″N 85°8′30″O / 42.99278, -85.14167. Según la Oficina del Censo de los Estados Unidos, el municipio tiene una superficie total de 74.05 km², de la cual 73,62 km² corresponden a tierra firme y (0,58 %) 0,43 km² es agua.

## Demografía
Según el censo de 2010, había 3082 personas residiendo en el municipio de Easton. La densidad de población era de 41,62 hab./km². De los 3082 habitantes, el municipio de Easton estaba compuesto por el 95,46 % blancos, el 0,39 % eran afroamericanos, el 0,19 % eran amerindios, el 0,32 % eran asiáticos, el 2,37 % eran de otras razas y el 1,27 % eran de una mezcla de razas. Del total de la población el 5,39 % eran hispanos o latinos de cualquier raza.